# 森本益之
森本 益之（もりもと ますゆき、1940年1月10日 -2017年11月24日）は、日本の法学者。元摂南大学学長、大阪大学名誉教授。専門は刑法、刑事政策。法学博士（同志社大学、1987年）。高知県出身。

## 略歴
- 1964年：同志社大学法学部卒業
- 1968年：大阪大学大学院法学研究科公法学専攻博士課程中退
- 1968年：島根大学文理学部助手
- 1990年：大阪大学教養部教授
- 1994年：大阪大学大学院国際公共政策研究科教授
- 2001年：大阪大学退官、摂南大学法学部教授
- 2002年：摂南大学法学部長兼大学院法学研究科長
- 2005年：摂南大学学長（第8代、2007年 10月27日まで）

## 著書

### 単著
- 『行刑の現代的展開-監獄法改正と行刑の社会化-』（成文堂、1985年）
- 『法学概論』（嵯峨野書院、1993年）
- 『刑事政策と人権 一刑事法学者の歩み』風詠社 2016

### 共著
- 『刑事政策講義』（瀬川晃、上田寛、三宅孝之との共著、有斐閣<有斐閣ブックス>、1988年）
- 『刑法総論』大野真義,加藤久雄,本田稔,神馬幸一共著　世界思想社　2011

### 編著
- 『刑事法学の潮流と展望-大野眞義先生古稀祝賀-』（加藤久雄、生田勝義との共編、世界思想社、2001年）